# 紀元前588年
紀元前588年（きげんぜん588ねん）は、西暦（ローマ暦）による年。紀元前1世紀の共和政ローマ末期以降の古代ローマにおいては、ローマ建国紀元166年として知られていた。紀年法として西暦（キリスト紀元）がヨーロッパで広く普及した中世時代初期以降、この年は紀元前588年と表記されるのが一般的となった。

## 他の紀年法
- 干支 : 癸酉
- 日本
  - 皇紀73年
  - 神武天皇73年
- 中国
  - 周 - 定王19年
  - 魯 - 成公3年
  - 斉 - 頃公11年
  - 晋 - 景公12年
  - 秦 - 桓公16年
  - 楚 - 共王3年
  - 宋 - 共公元年
  - 衛 - 定公元年
  - 陳 - 成公11年
  - 蔡 - 景侯4年
  - 曹 - 宣公7年
  - 鄭 - 襄公17年
  - 燕 - 宣公14年
- 朝鮮
  - 檀紀1746年
- ユダヤ暦 : 3173年 - 3174年

## できごと

### オリエント
- 新バビロニアのネブカドネザル2世がユダ王国の反乱鎮圧のため遠征。エルサレム包囲戦が始まる（約1年半継続）。
- エジプト王アプリエス（英語版）がユダ王国支援のため軍を派遣するが、バビロニア軍の圧力により撤退し、決定的な援軍とはならず。
- ユダ王ゼデキヤは抗戦を続けるが、物資不足が深刻化。

### 中国
- 晋・魯・宋・衛・曹が連合して鄭を攻撃した。鄭の子游（公子偃）が迎撃し、丘輿で諸侯の軍を破った。
- 鄭の子良（公子去疾）が軍を率いて許を攻撃した。
- 晋が楚の公子穀臣と連尹の襄老の遺体を楚に返還し、楚は抑留していた荀罃を晋に帰国させた。
- 魯の叔孫僑如が棘を包囲した。
- 晋の郤克と衛の孫良夫が廧咎如を攻撃し、赤狄の残党を掃討した。
- 晋は六軍を作り、韓厥・趙括・鞏朔・韓穿・荀騅・趙旃はみな卿となった。
- 斉の頃公が晋に朝見した。